# Вукова
Вукова (рум. Vucova) — село у повіті Тіміш в Румунії. Входить до складу комуни Кеверешу-Маре.
Село розташоване на відстані 383 км на захід від Бухареста, 26 км на південний схід від Тімішоари.

## Населення
За даними перепису населення 2002 року у селі проживали 378 осіб.
Національний склад населення села:
| Національність | Кількість осіб | Відсоток |
| -------------- | -------------- | -------- |
| румуни         | 234            | 61,9%    |
| словаки        | 132            | 34,9%    |
| серби          | 5              | 1,3%     |

Рідною мовою назвали:
| Мова      | Кількість осіб | Відсоток |
| --------- | -------------- | -------- |
| румунська | 237            | 62,7%    |
| словацька | 131            | 34,7%    |
| сербська  | 5              | 1,3%     |